# Corrals de la Nava
Corrals de la Nava (també, La Nava) és una partida del terme municipal de Castielfabib, a la comarca del Racó d'Ademús (País Valencià).

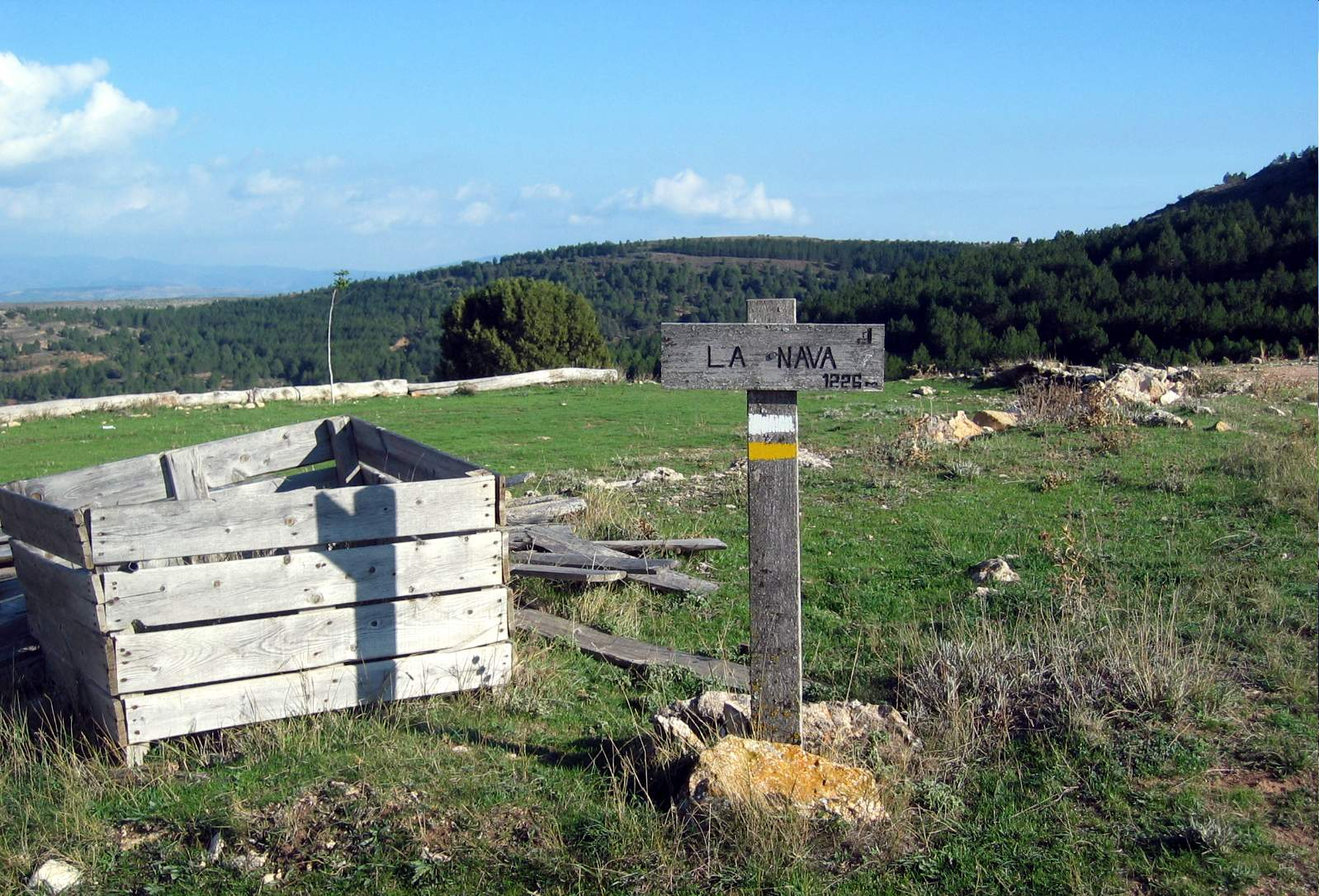
Detall de pal amb panell d'altitud en Corrals de la Nava a Castielfabib, 2014.

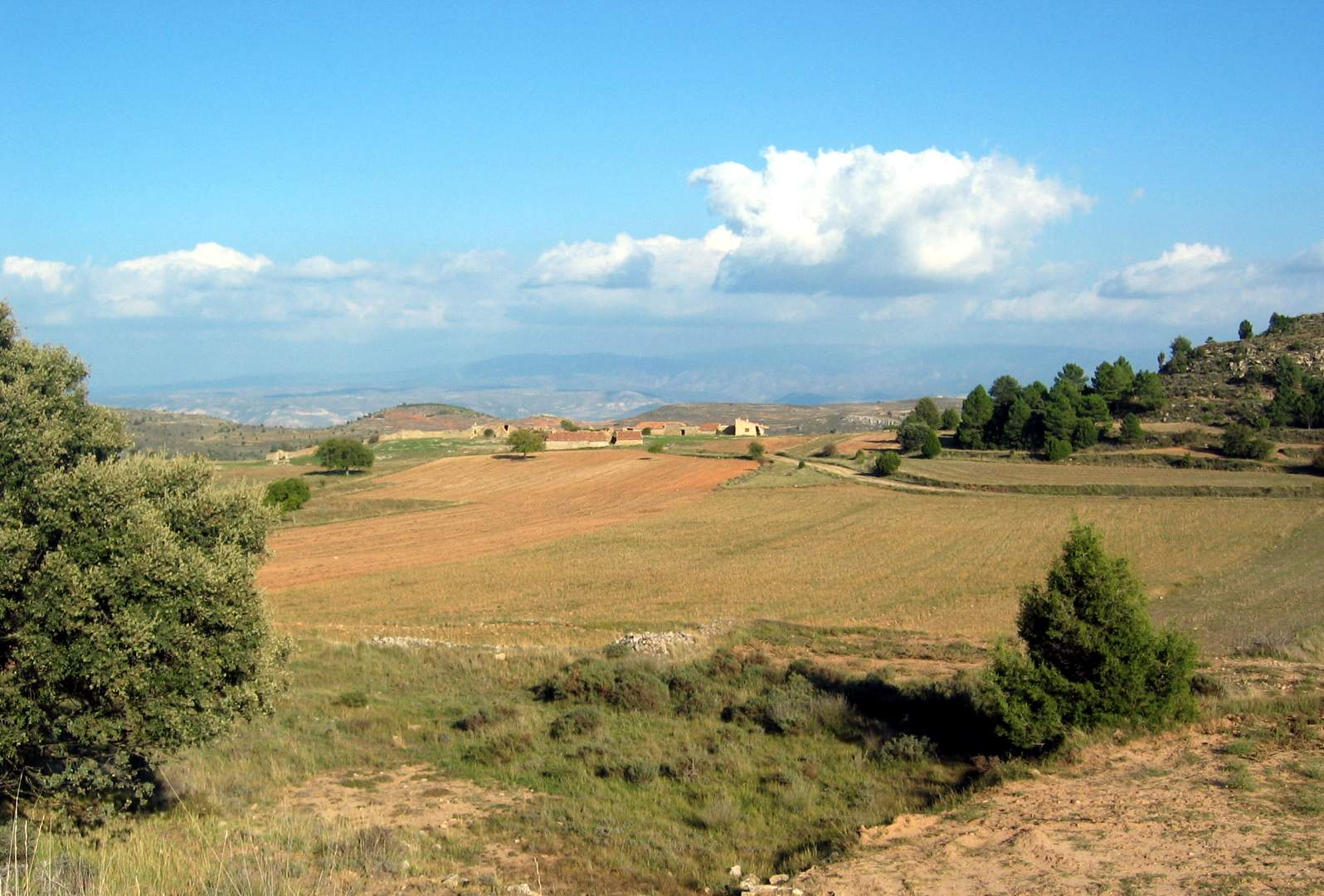
Vista general de Corrals de la Nava a Castielfabib, des del cim del turó Morrita (2014)

## Situació i descripció
Situat a la zona nord-oest del Racó d'Ademús, es troba a l'extrem oriental de la partida del seu nom a uns 1.226 metres d'altitud:
| «                                                                       | «El formen una quinzena de construccions, majoritàriament corrals, algunes de les quals encara les utilitzen per a guardar ramat, tot i que hi predominen les abandonades i en estat ruïnós». | » |
| — El Racó d'Ademús. Anàlisi geogràfica comarcal, Carles Rodrigo Alfonso | |   |

Algunes de les edificacions s'utilitzaven com a residència temporal dels llauradors en moments puntuals del cicle agrari –formava part del poblament dispers del Racó d'Ademús en èpoques subactuals-: conreu, sembra, sega, batuda, i com a refugi de pastors en tempestes. Les construccions de la Nava constitueixen uns exemples notables d'arquitectura tradicional del Racó d'Ademús.
A la rodalia dels corrals hi ha la «Font de la Nava», deu que assortia d'aigua als vilatans.
La zona és també un jaciment arqueològic: als voltants es trobaren dues necròpolis iberes i un castre celtiber (turó Morrita). Des d'ací, situat en posició nord-occidental respecte als corrals, pot observar-se una magnífica vista del paratge.